# Henricus Petrus

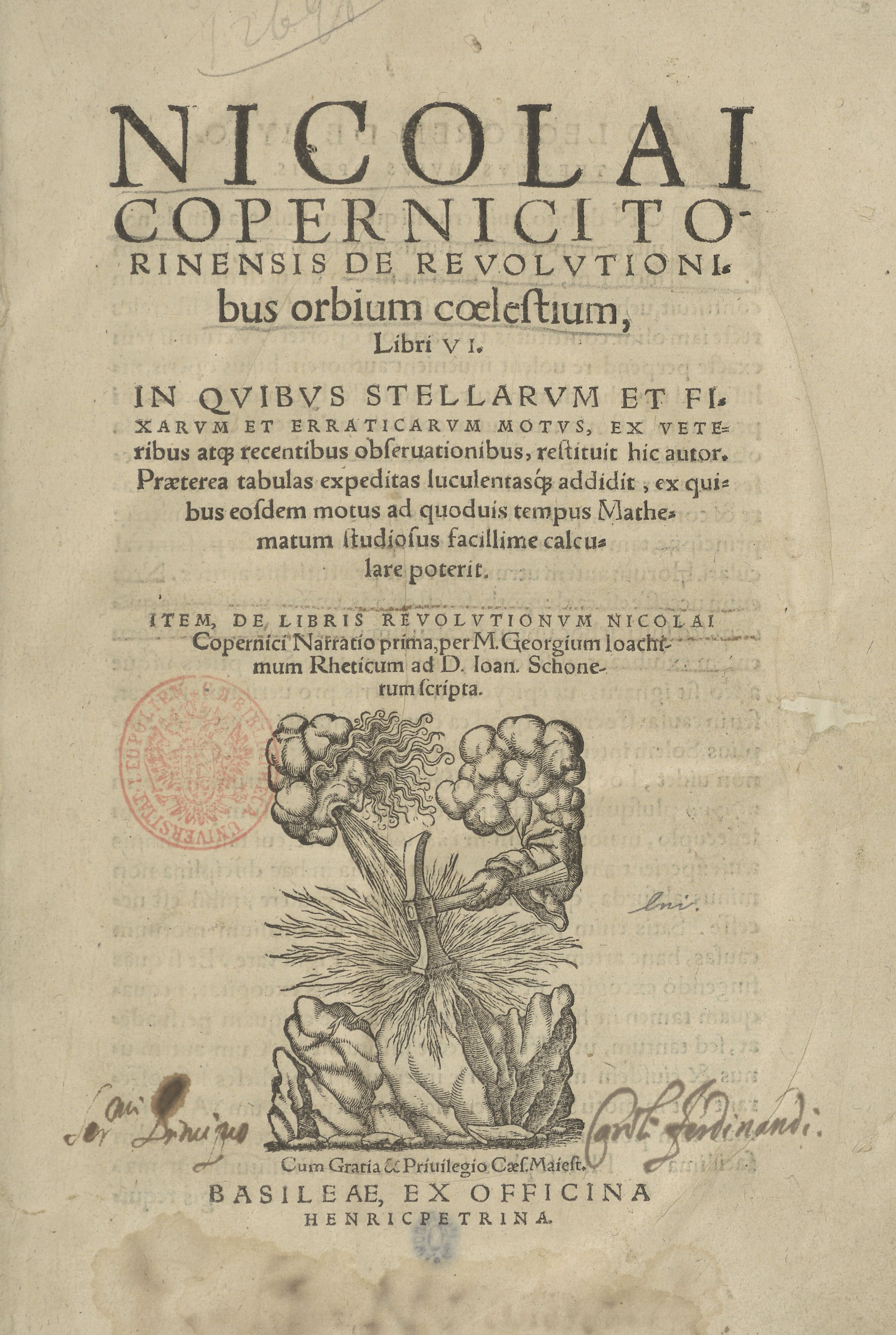
De revolutionibus orbium coelestium od Mikuláše Koperníka, titulní strana 2. vydání z roku 1566, Basilea, Ex Officina Henricpetrina

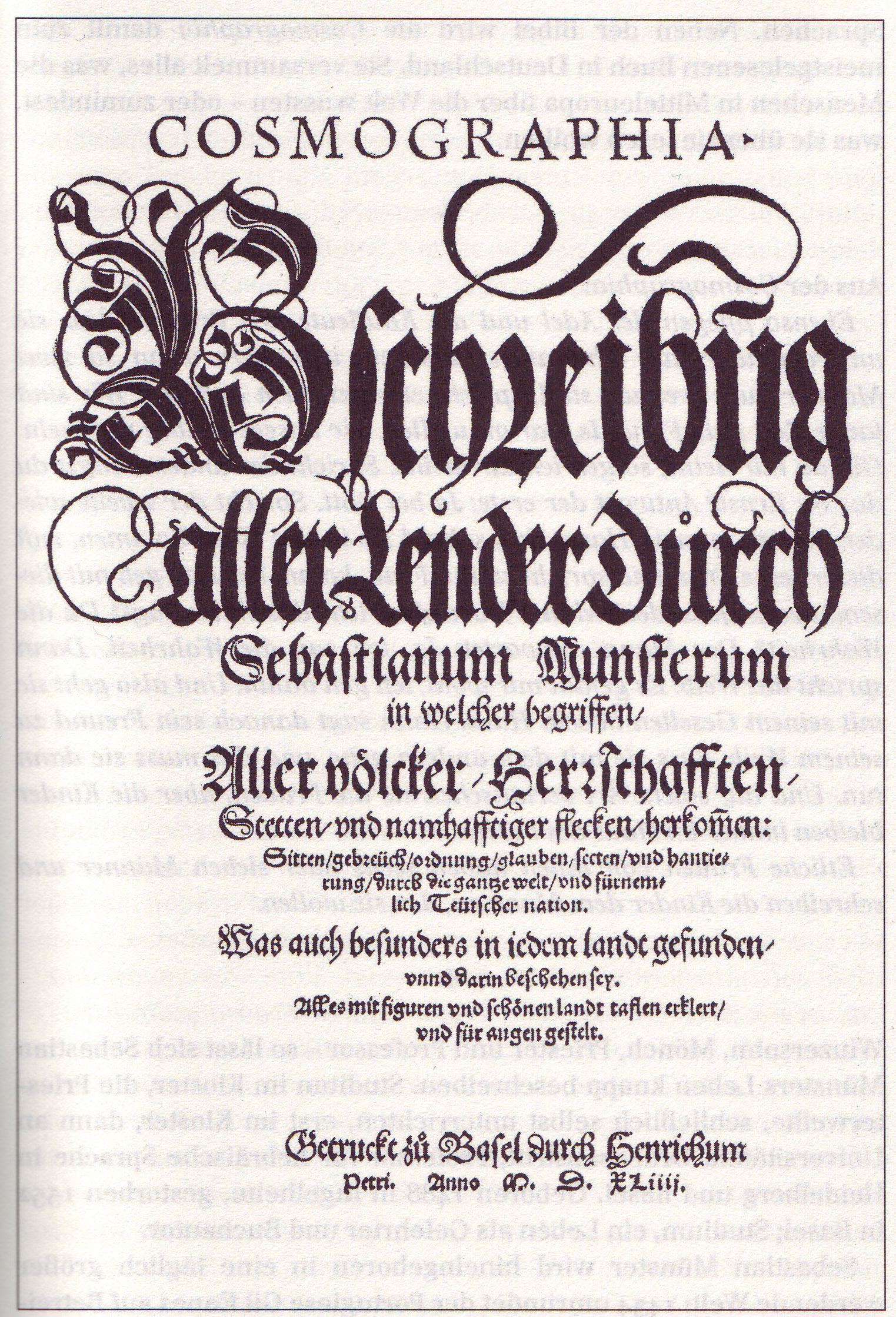
Obal spisu Cosmographia Sebastiana Münstera, 1544

Henricus Petrus (německy Heinrich Petri, 1508–1579) a jeho synové Sebastian Henricpetri (1546, Basilej – 1627, Basilej) a Sixtus Henricpetri vedli tiskárnu v Basileji, zvanou Officina Henricpetrina.
Mezi jejich nejznámější díla, obě z roku 1566, druhé vydání De revolutionibus orbium coelestium od Mikoláše Koperníka, poprvé publikovné v roce 1543 v Norimberku Johannesem Petreiem, a Narratio Prima od Georga Joachima Rhetica, publikované v roce 1540 v Gdaňsku u Franze Rhodeho.

## Práce

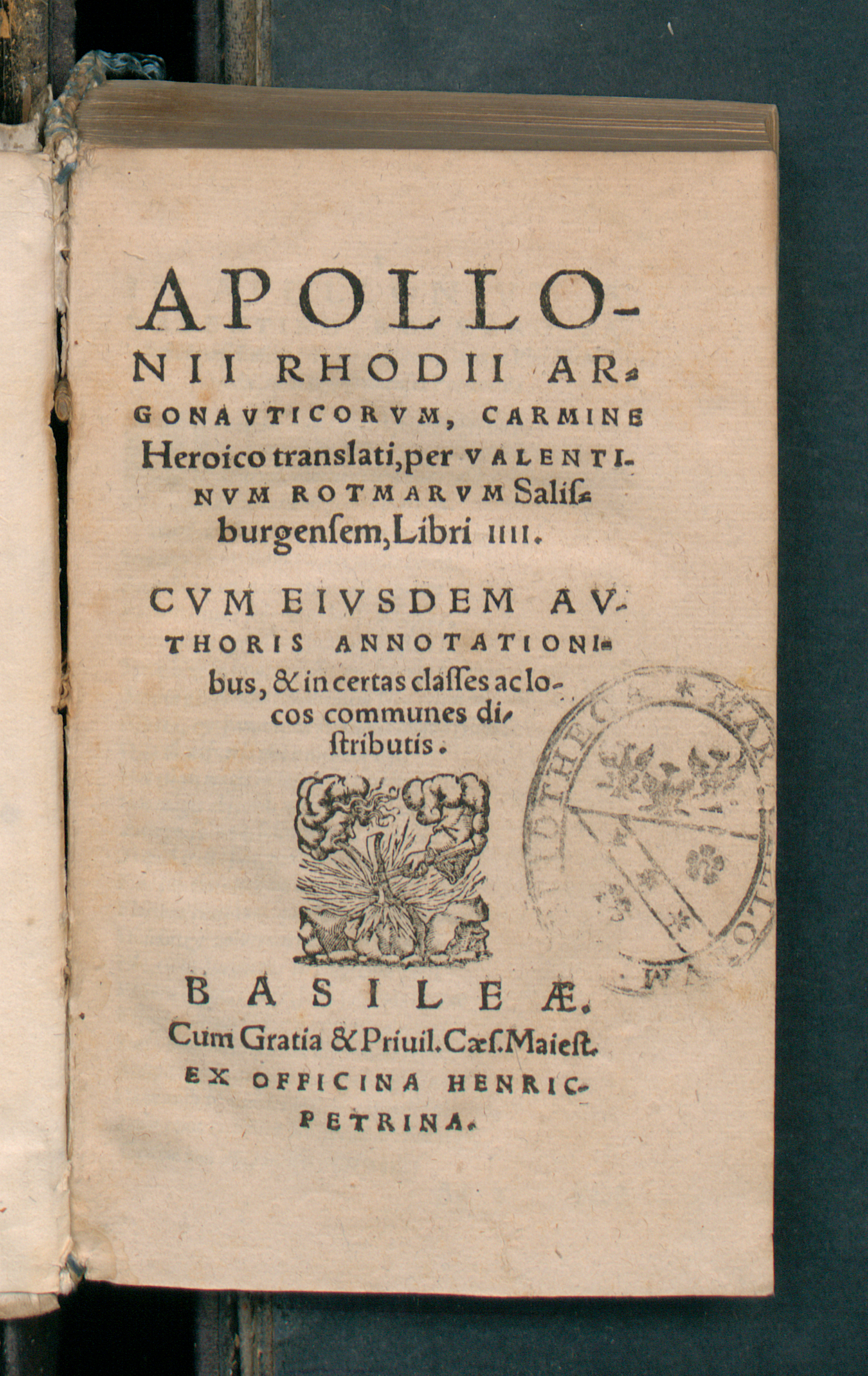
Argonautica, 1572

- Liber pantegni, Opera omnia ysaac. Vyd. Andreas Turinus. Lugduni 1515; Constantiniho opera. Apud Henricus Petrus. Basileae 1536/39.
- Cosmographia od Sebastiana Münstera (1488–1552) z roku 1544, nejstarší německý popis světa.
- Daniel Santbech, Problematum astronomicorum et geometricorum sectiones septem, publikovaný roku 1561 v Basileji Henrichem Petrim a Petrusem Pernou.
- [s.l.]: [s.n.] Dostupné online.